# James Hahn
James Kenneth "Jim" Hahn (3 de juliol de 1950) és un polític nord-americà membre del Partit Demòcrata. Va ser ajudant del Fiscal (1975-1979), Interventor (1981-1985), Fiscal en Cap (1985-2001) i Alcalde (2001-2005) de la ciutat de Los Angeles, Califòrnia. No va sortir elegit en un segon mandat. És fill del difunt Supervisor del comtat de Los Angeles Kenneth Hahn, reconegut defensor dels drets humans.